# Truffade

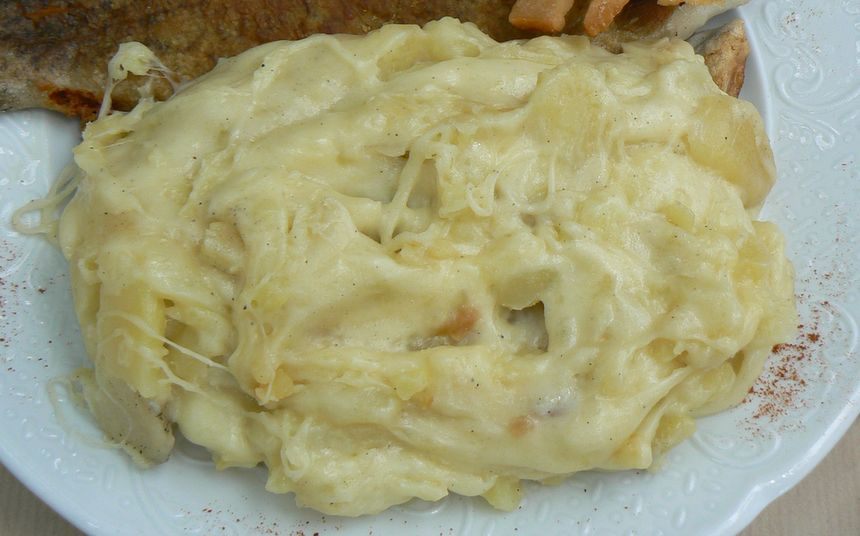
Trufada.

La truffade o trufada es una receta francesa tradicional de Auvernia y Rouergue, en el Macizo Central. El plato contiene patata, queso tomme fresco de Cantal cortado en laminas, ajo, algo de tocino fresco de cerdo o manteca de pato, sal y pimienta. Los ingredientes básicos son los dos pilares de la gastronomía tradicional de Auvernia: patatas y queso.

## Origen del nombre
En el idioma occitano de Auvernia y Rouergue, trufa significa patata, que es el ingrediente principal del plato.

## Elaboración
Las patatas cortadas en rodajas finas se saltean con tocino o grasa de pato sin que se doren. Cuando están hechas, se apartan del fuego, se mezclan con láminas de tomme fresca y se remueve hasta que el queso se haya derretido.